# William Cleite Boaventura
William Boaventura (* 14. Februar 1985 in Ipatinga, Brasilien) ist ein ehemaliger brasilianischer Fußballspieler.

## Karriere
William begann seine Karriere 2002 beim Verein AD Cabofriense. Im Sommer 2004 wurde er aufgrund seiner guten Leistungen nach Zypern zum Verein AEL Limassol versetzt. Nach zwei Jahren wechselte er zum Verein Anorthosis Famagusta, er stand dort für wiederum zwei Jahre unter Vertrag. Dort gewann er in der Saison 2006/07 den Zyprischen Fußballpokal, 2007 den Zyprischen Fußball-Supercup und zuletzt in der Saison 2007/08 die First Division. Nach vier Jahren verließ er Zypern und bekam einen Vertrag in der Ukraine. Dort stand er für das Ende der Saison 2007/08, 2008/09 und 2010 beim ukrainischen Verein Metalurh Donezk unter Vertrag. 2009 wurde er an den Verein FK Kuban Krasnodar ausgeliehen.
2010 wechselte er zum Verein APOEL Nikosia, für den er drei Jahre lang spielte. Dort gewann er zum zweiten Mal die First Division und ebenfalls zum zweiten Mal den Zyprischen Fußball-Supercup. Am 6. Juli 2002 kehrte er zum Verein Anorthosis Famagusta zurück, musste aber bereits im September seine Karriere beenden, da er ein Herzproblem hatte.

## Titel
Anorthosis Famagusta
- 2006/07: Zyprischer Fußballpokal
- 2007: Zyprischer Fußball-Supercup
- 2007/08: First Division

APOEL Nikosia
- 2010/11: First Division
- 2011: Zyprischer Fußball-Supercup